# 拉阿雷納區
拉阿雷納區（西班牙語：Distrito de La Arena），是秘魯的一個區，位於該國西北部皮烏拉大區的皮烏拉省，始建於1920年6月15日，面積160.22平方公里，海拔高度29米，2005年人口34,110，人口密度每平方公里210人。